# Haloferax volcanii
L'Haloferax volcanii és una espècie d'arqueu extremòfil del gènere Haloferax. Es troba en ambients aquàtics d'elevada salinitat com ara la Mar Morta.

## Descobriment
El microbiòleg Benjamin Elazari Volcani va descobrir per primera vegada l'Haloferax volcanii, un arqueu extremòfil. L'H. volcanii és un arqueu mesòfil i halòfil que es pot aïllar en ambients hipersalins com ara la Mar Morta, el Gran Llac salat i ambients oceànics amb altes concentracions de clorur de sodi. L'Haloferax volcanii es pot conrear sense gaire dificultat, fet estrany per a un extremòfil; també és quimioorganotròfic i metabolitza sucres com a font de carboni. És principalment aeròbic, però és capaç de respirar anaeròbicament en condicions anòxiques. Recentment, un estudi d'aquesta espècie va ser estudiat per investigadors de la Universitat de Califòrnia a Berkeley, com a part d'un projecte sobre la supervivència dels halobacteris a Mart.

## Estructura del genoma
El genoma d'H volcanii consisteix en un gran cromosoma multicòpia (4 Mb) i diversos megaplasmids. El genoma complet, DS2, d'H volcanii consta d'aproximadament 4130 gens. El genoma va ser seqüenciat completament l'any 2010. La biologia molecular de l'H volcanii va ser àmpliament estudiada durant la dècada de 2010 per descobrir més sobre la replicació de l'ADN, la reparació de l'ADN i la síntesi de l'ARN. Les proteïnes utilitzades en aquests processos són extremadament similars a les proteïnes eucariòtiques, de manera que s'estudien principalment com un sistema model per a aquests organismes. L'H. volcanii experimenta una transferència prolífica de gens horitzontals a través d'un mecanisme d'"aparellament": la fusió cel·lular.

## Ecologia

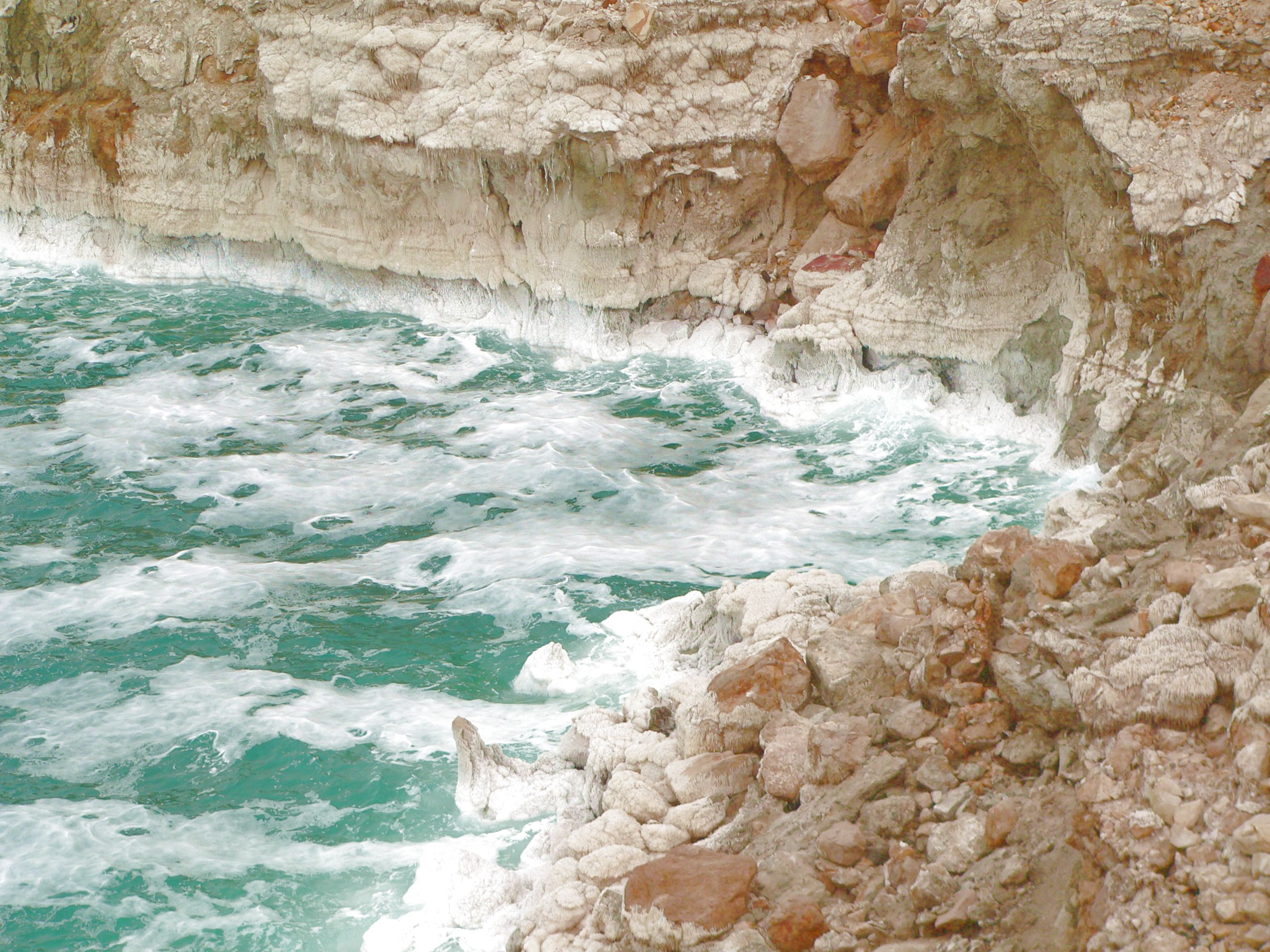
Mar Morta, indret de gran salinitat on viu lH. volcanii.

L'H. volcanii es troba normalment en ambients aquàtics d'alta salinitat, com la Mar Morta. La seva funció precisa en l'ecosistema és incerta, però els carbohidrats continguts dins d'aquests organismes potencialment tenen molts propòsits pràctics. A causa de la seva capacitat per mantenir l'homeòstasi tot i la sal que els envolta, l'H. volcanii podria tenir un paper rellevant en els avenços en biotecnologia. Com és probable que H. volcanii i altres espècies comparables estiguin classificades entre els primers organismes vius, també brinden informació relacionada amb la genètica i l'evolució.

### Astrobiologia
Les condicions en què sobreviu l'Haloferax volcanii, alta salinitat i alta radiació, són molt similars a les condicions trobades en la superfície de Mart. En conseqüència, l'organisme s'ha utilitzat per a provar la supervivència dels extremòfils nadius de la Terra a Mart. Els avenços en aquest camp podrien conduir a una major comprensió de la hipotètica vida extraterrestre.

## Estructura cel·lular i metabolisme
La reproducció de l'H. volcanii es produeix asexualment per fissió binària. Aquesta pràctica és similar a la d'altres arqueus i, de fet, la dels bacteris. Les cèl·lules d'H volcanii no tenen paret cel·lular i, com molts arqueus, utilitzen la seva capa S exterior per a l'estructura. Un arqueu individual d'H volcanii pot variar d'1 a 3 micròmetres de diàmetre. En general, són recognoscibles per la seva forma "crocant", però són una mica pleiomòrfics, de manera que es poden veure en altres formes, inclòs el coccoide.
Les membranes d'aquest organisme estan fetes dels lípids de membrana lligats als èters típics que es troben únicament en els arqueus i també contenen un alt nivell de carotenoides, inclòs el licopè, el qual els dona el seu color vermell distintiu.
L'H. volcanii fa servir una sal en el mètode per mantenir la salinitat, en lloc del mètode típic dels soluts compatibles que s'observa en els bacteris. Aquest mètode implica el manteniment d'un alt grau d'ions de potassi a la cèl·lula per equilibrar els ions de sodi a l'exterior. Per aquesta raó, l'H. volcanii té un complex sistema de regulació de ions i és quimioutotròfic. L'H. volcanii creix de manera òptima a 42 °C i a 1,5 - 2,5 M NaCl. A 37 ° C, encara presenta creixement, però també requereix el concentrat de NaCl i el medi complex. A causa de la sal en el mètode, les proteïnes citoplàsmiques estan estructurades per plegar-se en presència d'altes concentracions iòniques. Com a tals, típicament tenen un gran nombre de residus carregats a la secció exterior de la proteïna i residus molt hidròfobs que formen un nucli. Aquesta estructura augmenta considerablement la seva estabilitat en ambients salins i fins i tot en ambients d'alta temperatura, però presenta certa pèrdua de procesivitat en comparació amb els homòlegs bacterians. L'H. volcanii respira com a única font d'ATP, a diferència d'altres halobateris, com l'Halobacterium salinarum, són incapaços de la fotofosforilació, ja que no tenen la bacteriorrodopsina necessària.